# Бенджамін Зігріст
Бенджамін Зігріст (нім. Benjamin Siegrist, нар. 31 січня 1992, Тервіль) — швейцарський футболіст, воротар румунського клубу «Рапід» (Бухарест).

## Клубна кар'єра
Народився 31 січня 1992 року в місті Тервіль. Вихованець юнацьких команд футбольних клубів «Базель» та «Астон Вілла».
2011 року почав залучатися до складу основної команди клубу «Астон Вілла», в якій лишається резервним воротарем.

## Виступи за збірні
У 2007 році дебютував у складі юнацької збірної Швейцарії, взяв участь у 34 іграх на юнацькому рівні.
З 2011 року залучався до складу молодіжної збірної Швейцарії.

## Титули і досягнення
- Володар Кубка Ліхтенштейну (2):

«Вадуц»: 2016-17, 2017-18
- Володар Кубка шотландської ліги (1):

«Селтік»: 2022-23
- Чемпіон Шотландії (1):

«Селтік»: 2022-23
- Володар Кубка Шотландії (1):

«Селтік»: 2022-23
Збірні
- Чемпіон світу (U-17): 2009